# Cohors I Ligurum et Hispanorum
Die Cohors I Ligurum et Hispanorum [civium Romanorum] [equitata] (deutsch 1. Kohorte der Ligurer und Hispanier [der römischen Bürger] [teilberitten]) war eine römische Auxiliareinheit. Sie ist durch Militärdiplome und Inschriften belegt. In den Inschriften wird sie auch als Cohors I Ligurum bezeichnet.

## Namensbestandteile
- Ligurum et Hispanorum: der Ligurer und Hispanier. Die Soldaten der Kohorte wurden bei Aufstellung der Einheit zunächst mehrheitlich aus dem Volk der Ligurer rekrutiert. Zu einem späteren Zeitpunkt wurde eine größere Anzahl von Hispaniern in die Einheit aufgenommen.[1][2][A 2]

- civium Romanorum: der römischen Bürger. Den Soldaten der Einheit war das römische Bürgerrecht zu einem bestimmten Zeitpunkt verliehen worden. Für Soldaten, die nach diesem Zeitpunkt in die Einheit aufgenommen wurden, galt dies aber nicht. Sie erhielten das römische Bürgerrecht erst mit ihrem ehrenvollen Abschied (Honesta missio) nach 25 Dienstjahren. Der Zusatz kommt in dem Militärdiplom von 116 sowie in den Inschriften (AE 1981, 604, CIL 5, 7896, CIL 5, 7900) vor.

- equitata: teilberitten. Die Einheit war möglicherweise ein gemischter Verband aus Infanterie und Kavallerie. Der Zusatz kommt zwar nirgends vor, aber da Sextus Sulpicius Sabinus Vexillarius, d. h. Feldzeichenträger vermutlich einer Turma war, wird dies angenommen.[2]

Da es keine Hinweise auf den Namenszusatz milliaria (1000 Mann) gibt, war die Einheit eine Cohors (quingenaria) equitata. Die Sollstärke der Kohorte lag bei 600 Mann (480 Mann Infanterie und 120 Reiter), bestehend aus 6 Centurien Infanterie mit jeweils 80 Mann sowie 4 Turmae Kavallerie mit jeweils 30 Reitern.

## Geschichte
Die Kohorte war in den Provinzen Alpes Maritimae und Germania superior stationiert. Sie ist auf Militärdiplomen für die Jahre 116 bis 153 n. Chr. aufgeführt.
Die Einheit wurde vermutlich unter Augustus aufgestellt; sie ist im ersten Jh. in der Provinz Alpes Maritimae nachgewiesen. Tacitus erwähnt in seinen Historiae (Buch II, Kapitel 14) eine Ligurum cohors, die von Fabius Valens in der Auseinandersetzung zwischen Otho und Vitellius zur Verteidigung der Küste der Gallia Narbonensis gegen die Flotte Othos eingesetzt wurde.
Die Kohorte wurde wahrscheinlich in den 80ern in die Provinz Germania superior verlegt, wo sie erstmals durch ein Diplom nachgewiesen ist, das auf 116 datiert ist. In dem Diplom wird die Kohorte als Teil der Truppen (siehe Römische Streitkräfte in Germania) aufgeführt, die in der Provinz stationiert waren. Weitere Diplome, die auf 129 bis 153 datiert sind, belegen die Einheit in derselben Provinz.

## Standorte
Standorte der Kohorte in Alpes Maritimae waren:
- Cemenelum (Cimiez): Zahlreiche Inschriften wurden hier gefunden. Im heutigen Nizza war zunächst die Cohors I Ligurum und später die Cohors I Ligurum et Hispanorum stationiert.[A 2]

Standorte der Kohorte in Germania superior waren möglicherweise:
- Kastell Niedernberg (Niedernberg): Der Grabstein des Marcellus wurde hier gefunden.

## Angehörige der Kohorte
Folgende Angehörige der Kohorte sind bekannt.

### Kommandeure
| - []us Petiicanus: er wird auf dem Diplom von 153 als Kommandeur der Kohorte genannt. - [] [Asi]aticus, ein Präfekt (AE 1914, 148) | - L(ucius) Faianius Sabinus, ein Tribun (CIL 11, 838) - L(ucius) Pompeius Marcellinus, ein Tribun (CIL 3, 435) |

### Sonstige
| - [] Verduccius Alpinus, ein Soldat (CIL 5, 7899) - C(aius) Albiccius Proclus, ein Soldat (CIL 5, 7981) - C(aius) Marius Mogio, ein Soldat (CIL 5, 7891) - Domitius, ein Centurio (AE 1951, 238) - Epicadus Velox, ein Soldat (AE 1981, 601) - Eripo, ein Centurio (CIL 5, 7885) - [F]l(avius) Montanus Vocontius, ein Missicius (CIL 5, 7822) - Gallianus, ein Centurio (CIL 5, 7898) - Gratinus, ein Centurio (CIL 5, 7896) - Lucenius, ein Soldat (AE 1951, 238) - Lucius Drusus, ein Soldat (CIL 5, 7982) - L(ucius) Sucius, ein Soldat und Cornicularius (CIL 5, 7897) - L(ucius) Valer(ius) Felix, ein Centurio (CIL 5, 7426) - Maelinus, ein Centurio (AE 1981, 601) | - Marcellus, ein Soldat (AE 1967, 338) - Marius Sextorius, ein Soldat (CIL 5, 7982) - Maxsimus, ein Soldat (CIL 5, 7897) - Mucius, ein Centurio (CIL 5, 7900) - Niger, ein Centurio (CIL 5, 7889) - [P]rimus (CIL 5, 7953) - Quintus (AE 1964, 247) - Sex(tus) Iulius Fronto, ein Soldat (CIL 5, 7889) - Sex(tus) Iulius Optatus (CIL 5, 7889) - Sex(tus) Sulpicius Sabinus, ein Vexillarius (CIL 5, 7896) - Sex(tus) Vibius Severus, ein Soldat (CIL 5, 7900) - Tertius, ein Soldat (CIL 5, 7898) - T(itus) Aurelius Bodionti(c)us (CIL 5, 7885) |